# سایروود جنوبی (نیوجرسی)
سایروود جنوبی (به انگلیسی: Sayerwood South) یک منطقهٔ مسکونی در ایالات متحده آمریکا است که در اولدبریج، نیوجرسی واقع شده‌است. سایروود جنوبی ۲۴٫۹۹ متر بالاتر از سطح دریا قرار دارد.